# Liste der Bodendenkmale in Springe
In der Liste der Bodendenkmale in Springe sind die Bodendenkmale der niedersächsischen Gemeinde Springe aufgeführt. Die Quelle ist der Denkmalatlas Niedersachsen. 

Springe in der Region Hannover

Der Stand der Liste ist der 17. Januar 2025.

## Allgemein
In den Spalten finden sich folgende Informationen des Bodendenkmales:
| Lage         | geographische Koordinaten                                                           |
| Bezeichnung  | Bezeichnung lt. Denkmalatlas                                                        |
| Beschreibung | Beschreibung lt. Denkmalatlas                                                       |
| ID           | Objekt-ID                                                                           |
| Bild         | Bild, ggf. zusätzlich mit Link zu weiteren Fotos im Medienarchiv Wikimedia Commons. |

## Bennigsen
| Lage                        | Bezeichnung                 | Beschreibung | ID       | Bild           |
| --------------------------- | --------------------------- | --- | -------- | -------------- |
| 52° 13′ 51″ N, 9° 38′ 12″ O | Bennigsen 1, Bennigser Burg | Gut erhaltene Wallanlage des frühen Mittelalters. Die Hauptburg bildet, von Wallkrone zu Wallkrone gemessen, ein abgerundetes Viereck von 140 × 160 m. Ein Graben ist erkennbar, aber stark verschwemmt. Nach Osten sind auf ausgeprägter Hangstufe zwei Vorburgen vorgelagert. Die erste Vorburg ist ca. 100 × 185 m groß mit an die Hauptburg anschließenden Wällen. 100 m östl. der ersten Vorburg ein 170 m langer Abschnittswall. | 28971773 | Weitere Bilder |
| 52° 13′ 35″ N, 9° 38′ 7″ O  | Bennigsen 2, Grabhügel      | Durchmesser ca. 12 m und Höhe ca. 0,35 m. | 28971776 | BW             |
| 52° 13′ 36″ N, 9° 38′ 22″ O | Bennigsen 3, Grabhügel      | Durchmesser ca. 18 m und Höhe ca. 1,3 m. Ungestört. | 28971777 | BW             |
| 52° 13′ 34″ N, 9° 38′ 25″ O | Bennigsen 4, Grabhügel      | Durchmesser ca. 13 m und Höhe ca. 0,3 m. Am Rand einige größere Steine. | 28971779 | BW             |
| 52° 13′ 41″ N, 9° 37′ 59″ O | Bennigsen 14, Wall          | 240 m langer Abschnittswall mit südl. vorgelagertem Graben. Breite 10 m; Höhe 1,2 m; Graben-Breite 5 m; Tiefe 0,8 m. Nach Form und Abmessung könnte der Wall zur Bennigser Burg gehören. - Teilstück ID: 36955062 | 28971780 | BW             |
| 52° 14′ 55″ N, 9° 39′ 3″ O  | Bennigsen 16, Wall          | | 36946287 |                |

## Eldagsen
| Lage                        | Bezeichnung                | Beschreibung | ID       | Bild |
| --------------------------- | -------------------------- | --- | -------- | ---- |
| 52° 10′ 10″ N, 9° 37′ 9″ O  | Eldagsen 1, Grabhügel      | Größe ca. 18 × 15 m und Höhe ca. 0,4 m. Leicht oval. | 28971877 | BW   |
| 52° 10′ 9″ N, 9° 37′ 7″ O   | Eldagsen 2, Grabhügel      | Größe ca. 20 × 16 m und Höhe ca. 0,6 m. Leicht oval. In der Mitte verläuft in NS-Richtung neuerer 0,40 m × 3,0 m × 0,5 m Suchschnitt. | 28971879 | BW   |
| 52° 10′ 15″ N, 9° 39′ 35″ O | Eldagsen 26, Scheibenkreuz | Nahe beim Alexanderstein ist in der West-Wand der St. Alexandri-Kirche in Eldagsen neben dem Turm in Erdbodenhöhe ein Scheibenkreuz aus Sandstein eingemauert. Ein Scheibenkreuz mit Tatzenkreuz auf der Schauseite. Das Tatzenkreuz ist längsorientiert und reicht bis zum Schaft des Denkmals. Die Scheibe besitzt keinen erhabenen Scheibenrand. Im Zentrum des Kreuzes ist leicht eingerillt eine Axt zu erkennen. Im Schaft des Scheibenkreuzes zwei untergeordnete ca. 15 cm große Scheibenkreuze. Gesamthöhe 86 cm, Breite 61 cm. | 28971880 |      |

## Holtensen
| Lage                       | Bezeichnung            | Beschreibung | ID       | Bild           |
| -------------------------- | ---------------------- | --- | -------- | -------------- |
| 52° 8′ 33″ N, 9° 38′ 31″ O | Holtensen 1, Barenburg | Die Topographie des Areals der Barenburg erforderte lediglich im Süden die Errichtung eines 280 m langen Steinwalls. Im Nordwesten wird der Platz durch eine Felswand und im Osten durch steile Hänge geschützt. Die Innenfläche der Hauptburg neigt sich nach Nordosten allmählich abwärts und geht in den Steilhang über. Der Zugang erfolgte von Osten ehemals über den sog. Eselsstieg, einen Felsdurchgang. | 28971877 | Weitere Bilder |

## Springe
| Lage                        | Bezeichnung                 | Beschreibung | ID       | Bild           |
| --------------------------- | --------------------------- | --- | -------- | -------------- |
| 52° 12′ 54″ N, 9° 30′ 43″ O | Springe 5, Grabhügel        | Durchmesser ca. 7 m und Höhe ca. 0,5 m. Steinhügel. | 28971884 | BW             |
| 52° 13′ 14″ N, 9° 30′ 17″ O | Springe 6, Grabhügel        | Durchmesser ca. 6 m und Höhe ca. 0,3 m. | 28971885 | BW             |
| 52° 13′ 38″ N, 9° 30′ 39″ O | Springe 11, Grabhügel       | Durchmesser ca. 10 m und Höhe ca. 0,6 m. Steinhügel. | 28971892 | BW             |
| 52° 13′ 51″ N, 9° 30′ 23″ O | Springe 12, Grabhügel       | Durchmesser ca. 8 m und Höhe ca. 0,5 m. | 28971893 | BW             |
| 52° 14′ 8″ N, 9° 31′ 23″ O  | Springe 13, Grabhügel       | Durchmesser ca. 10 m und Höhe ca. 0,6 m. Steinhügel. | 35406908 | BW             |
| 52° 13′ 56″ N, 9° 30′ 34″ O | Springe 14, Grabhügel       | Durchmesser ca. 12 m und Höhe ca. 0,5 m. Über den Hügel verläuft ein Weg. | 28971889 | BW             |
| 52° 14′ 5″ N, 9° 30′ 19″ O  | Springe 15, Grabhügel       | Durchmesser ca. 13 m und Höhe ca. 1,1 m. An einer Seite angegraben. | 28971895 |                |
| 52° 14′ 24″ N, 9° 30′ 44″ O | Springe 16, Grabhügel       | Durchmesser ca. 10 m und Höhe ca. 0,5 m. Steinhügel. | 28971897 | BW             |
| 52° 14′ 20″ N, 9° 30′ 42″ O | Springe 17, Grabhügel       | Durchmesser ca. 10 m und Höhe ca. 0,5 m. Steinhügel. | 28971896 | BW             |
| 52° 14′ 32″ N, 9° 30′ 8″ O  | Springe 20, Grabhügel       | Durchmesser ca. 12 m und Höhe ca. 0,6 m. Ehemaliger Steinhügel. Eine Brandbestattung der jüngeren Bronzezeit oder der Eisenzeit. In 10 m Entfernung rekonstruiert. Aus etwa kopfgroßen Steinen aufgebaut. | 28978234 | BW             |
| 52° 14′ 34″ N, 9° 29′ 59″ O | Springe 21, Grabhügel       | Durchmesser ca. 13 m und Höhe ca. 2 m. | 28971898 | BW             |
| 52° 14′ 32″ N, 9° 29′ 58″ O | Springe 22, Grabhügel       | Durchmesser ca. 12 m und Höhe ca. 0,5 m. | 28971901 | BW             |
| 52° 14′ 10″ N, 9° 31′ 50″ O | Springe 23, Grabhügel       | Durchmesser ca. 12 m und Höhe ca. 0,5 m. Steinhügel. | 28950860 | BW             |
| 52° 13′ 54″ N, 9° 32′ 36″ O | Springe 26, Grabhügel       | Durchmesser ca. 12 m und Höhe ca. 0,6 m. | 28971902 | BW             |
| 52° 14′ 21″ N, 9° 34′ 43″ O | Springe 30, Grabhügel       | | 28972766 | BW             |
| 52° 13′ 42″ N, 9° 34′ 37″ O | Springe 31, Grabhügel       | | 28972767 | BW             |
| 52° 13′ 43″ N, 9° 34′ 37″ O | Springe 32, Grabhügel       | Durchmesser ca. 8 m und Höhe ca. 0,3 m. | 28972768 | BW             |
| 52° 13′ 46″ N, 9° 34′ 1″ O  | Springe 33, Wölbackerbeet   | 12 von NNW nach SSO orientierte Ackerbeete. Br. 9 – 12 m, Höhe bis 0,4 m. Auf maximal 180 m Länge erhalten, Breite insgesamt ca. 120 m | 28972769 | BW             |
| 52° 13′ 37″ N, 9° 34′ 45″ O | Springe 34, Grabhügel       | Durchmesser ca. 10 m und Höhe ca. 0,3 m. | 28972770 | BW             |
| 52° 14′ 15″ N, 9° 30′ 26″ O | Springe 35, Grabhügel       | Durchmesser ca. 13 m und Höhe ca. 0,5 m. | 28972771 | BW             |
| 52° 12′ 3″ N, 9° 31′ 57″ O  | Springe 37, Landwehr        | Zur Sperre der Deisterpforte zwischen Großem und Kleinem Deister westlich von Springe. Da den Landwehrwällen beidseitig (im Osten und Westen) Gräben vorgelagert sind, kann sie sowohl zum Schutz der Stadt Springe nach Westen wie auch zur Verteidigung nach Osten gegen die Stadt Springe (These W. Temps) angelegt worden sein. Bereits 1540 wurde die Springer Landwehr das erste Mal erwähnt. - Teilstück ID: 39070712 - Teilstück ID: 39071867 | 28972772 | BW             |
| 52° 14′ 57″ N, 9° 28′ 40″ O | Springe 39, Grabhügel       | Durchmesser ca. 18 m und Höhe ca. 1 m. Stark durch Steinabfuhr beschädigt. Steinhügel. | 28972773 | BW             |
| 52° 14′ 58″ N, 9° 28′ 41″ O | Springe 40, Grabhügel       | Durchmesser ca. 16 m und Höhe ca. 1,1 m. Am Rand ein neueres Schützenloch. | 28972775 | BW             |
| 52° 14′ 47″ N, 9° 28′ 46″ O | Springe 41, Grabhügel       | Durchmesser ca. 15 m und Höhe ca. 0,7 m. Über den Hügel verläuft ein Weg. | 28972776 | BW             |
| 52° 14′ 47″ N, 9° 28′ 45″ O | Springe 42, Grabhügel       | Durchmesser ca. 7 m und Höhe ca. 0,35 m. | 28972873 | BW             |
| 52° 14′ 49″ N, 9° 28′ 42″ O | Springe 43, Grabhügel       | Durchmesser ca. 20 m und Höhe ca. 1,5 m. | 28972874 | BW             |
| 52° 14′ 59″ N, 9° 29′ 4″ O  | Springe 44, Grabhügel       | | 28972875 | BW             |
| 52° 14′ 53″ N, 9° 28′ 58″ O | Springe 45, Grabhügel       | Durchmesser ca. 12 m und Höhe ca. 1 m. Steinhügel. | 28972876 | BW             |
| 52° 14′ 52″ N, 9° 29′ 22″ O | Springe 46, Grabhügel       | Durchmesser ca. 10 m und Höhe ca. 0,4 m. Steinhügel. | 28972877 | BW             |
| 52° 14′ 55″ N, 9° 29′ 19″ O | Springe 47, Grabhügel       | | 28972878 | BW             |
| 52° 14′ 48″ N, 9° 29′ 33″ O | Springe 48, Grabhügel       | Durchmesser ca. 18 m und Höhe ca. 0,6 m. Steinhügel, mit großen Steinen umstellt. | 28972879 | BW             |
| 52° 9′ 40″ N, 9° 31′ 42″ O  | Springe 50, Kukesburg       | Zwei- oder mehrphasige frühmittelalterliche Befestigung von hohem wissenschaftlichem Wert. Die früher Hünenburg genannte Anlage wurde von G. Schnath als „Kukesburg“ identifiziert, einer um 1007 genannten Grenzmarke zwischen den Diözesen Hildesheim und Münden. Am eindrucksvollsten ist eine aus Bruchsteinen mit Kalkmörtel gefügte, größtenteils verstürzte Mauerumwehrung von etwa rechteckiger Form (ca. 150 × 100 m). An der SO-Ecke der Anlage ist der Maueraufbau erkennbar; beiderseitig verblendetes Gussmauerwerk von ca. 1,5 m Stärke mit Wallhinterschüttung. | 28972880 | Weitere Bilder |
| 52° 11′ 2″ N, 9° 34′ 18″ O  | Springe 53, Burg Hallermund | Auf nach allen Seiten steil abfallender Bergkuppe, vor dem Steilabfall des Kl. Deisters liegt die ehem. Burg Hallermund. Ein ca. 50 × 30 m großes ovales Plateau (1180 m²). Mauer- und Ziegelschutt zeugen von der ehemaligen Bebauung. Kuhlen und Trichter am Rande mögen ehem. Keller und damit Gebäude andeuten. Unterhalb des Plateaus am Hang ein umlaufender Graben mit Vorwall, der im Nordwesten auf einem kleinen Geländeabsatz endet. | 28972881 | Weitere Bilder |
| 52° 10′ 50″ N, 9° 33′ 9″ O  | Springe 76, Grabhügel       | Durchmesser ca. 18 m und Höhe ca. 1 m. | 28972998 | BW             |
| 52° 10′ 5″ N, 9° 32′ 10″ O  | Springe 77, Grabhügel       | Durchmesser ca. 8 m und Höhe ca. 0,6 m. Steinhügel. | 28972903 | BW             |
| 52° 9′ 35″ N, 9° 35′ 43″ O  | Springe 79, Grabhügel       | Durchmesser ca. 10 m und Höhe ca. 0,6 m. Steinhügel. | 28973001 | BW             |
| 52° 10′ 59″ N, 9° 34′ 34″ O | Springe 81, Siedlung        | Aufgrund seiner Lage in direkter Nähe der Burg auf dem Hallermundskopf kann der Wohnplatz als Burgsiedlung angesprochen werden. Die Keramikfragmente datieren überwiegend in das späte Mittelalter (13./14. Jh.). Wenige Stücke stammen vermutlich aus dem 12. Jh. und sind damit zeitgleich mit denen der Burg. Im Lehnsregister der Grafen von Hallermunt aus der zweiten Hälfte des 14. Jh. finden sich zwei Angaben, die sich auf diese Burgsiedlung beziehen. | 28973002 | BW             |
| 52° 11′ 3″ N, 9° 35′ 1″ O   | Springe 83, Wölbackerbeet   | Größe ca. 500 × 300 m. Etwa 40 SW-NO orientierte Ackerbeete; H. ca. 0,3 – 0,4 m, Br. ca. 7 – 8 m. Sehr gut erhalten. Höchstwahrscheinlich mittelalterlich. Ackerflur gehört zur Burg Hallermund. | 28973004 | BW             |
| 52° 14′ 7″ N, 9° 31′ 31″ O  | Springe 84, Grabhügel       | Durchmesser ca. 10 m und Höhe ca. 0,5 m. Vom Hügelfuß zur Mitte eine alte Eingrabung. | 28973007 | BW             |
| 52° 13′ 46″ N, 9° 34′ 6″ O  | Springe 87, Umwallung       | Annähernd quadratische Fläche, die von Wall mit außen vorgelagertem Graben umgeben ist. Länge ca. 25 m; Höhe ca. 0,4 m; Graben-Tiefe ca. 0,2 m; Br. von Graben und Wall ca. 1,5 m. Wahrscheinlich ein mittelalterliches bis neuzeitliches Pflanzkamp oder Viehgehege. | 28973008 | BW             |
| 52° 13′ 37″ N, 9° 34′ 27″ O | Springe 88, Wölbackerbeet   | Größe ca. 5 ha. Nördl. und südl. eines festen Weges in N-S-Orientierung: Nördl. des Weges sind ca. 20 Wölbäcker von ca. 10 m Br. und ca. 150 m L. erkennbar. Südl. des Weges in Verlängerung der westl. Äckerbeete noch sechs Ackerbeete von ca. 300 m Länge. Gut erhalten, Höhe ca. 0,4 – 0,6 m. | 28973009 | BW             |
| 52° 12′ 5″ N, 9° 30′ 19″ O  | Springe 91, Landwehr        | Ehemals ca. 1700 m Länge, nur ein kurzer Abschnitt von 140 m Länge erhalten. N-S ausgerichtet, Grabentiefe ca. 1,5 – 2,0 m, Breite etwa 8 m; Wallhöhe noch bis 1 m, Wallbreite ca. 6 m. Großenteils ist seitlich noch ein weiterer kleiner Wall mit Graben erkennbar. Gesamtbreite des gut erhaltenen Abschnittes liegt bei ca. 25 m. 1563 erstmals als „Uff den ort des Munderschen Knickes“ erwähnt, danach unterschiedliche Bezeichnungen belegt. | 28980117 | BW             |
| 52° 14′ 18″ N, 9° 32′ 37″ O | Springe 100, Hirschkopf     | Geländesporn, der im Westen und Süden durch natürliche Steilabfälle geschützt ist, aber im Norden und Osten durch einen Wall mit Außengraben abgeriegelt wird. Gesamtlänge des Walles ca. 200 m, an zwei Stellen im westl. Bereich sind die Steine teilweise aus dem Wall entfernt und nördlich des Walles abgelegt worden. Am Westhang, 170 m nördl. der Spornspitze setzt der Wall im Hang an, flacht nach 35 m ab, wobei nach außen nur noch eine Geländekante zu erkennen ist. Nach weiteren 60 m wird der flache Wall wieder sichtbar, biegt nach 25 m nach Süden um und erreicht nach 60 m die Hangkante. Hier setzt sich die Wallbefestigung nach Südwesten noch ca. 20 m als Geländekante fort bzw. geht in eine natürliche Geländekante über. | 28980133 | BW             |
| 52° 15′ 7″ N, 9° 28′ 54″ O  | Springe 110, Grabhügel      | Durchmesser ca. 6 m und Höhe ca. 0,4 m. | 39318342 | BW             |

### Springe 7
- ID:28971891
- Grabhügelfeld

| Lage                        | Bezeichnung | Beschreibung                                        | ID       | Bild |
| --------------------------- | ----------- | --------------------------------------------------- | -------- | ---- |
| 52° 13′ 29″ N, 9° 30′ 46″ O | Springe 7   |                                                     | 28971886 | BW   |
| 52° 13′ 29″ N, 9° 30′ 44″ O | Springe 8   | Durchmesser ca. 8 m und Höhe ca. 0,4 m. Steinhügel. | 28971888 | BW   |
| 52° 13′ 30″ N, 9° 30′ 42″ O | Springe 9   | Durchmesser ca. 8 m und Höhe ca. 0,5 m. Steinhügel. | 28971882 | BW   |
| 52° 13′ 32″ N, 9° 30′ 42″ O | Springe 10  | Durchmesser ca. 7 m und Höhe ca. 0,4 m. Steinhügel. | 28971890 | BW   |

### Springe 54
- ID:28973010
- Grabhügelfeld

| Lage                        | Bezeichnung | Beschreibung                                                       | ID       | Bild |
| --------------------------- | ----------- | ------------------------------------------------------------------ | -------- | ---- |
| 52° 10′ 14″ N, 9° 35′ 47″ O | Springe 54  | Durchmesser ca. 12 m und Höhe ca. 0,7 m.                           | 28972883 | BW   |
| 52° 10′ 15″ N, 9° 35′ 48″ O | Springe 55  | Durchmesser ca. 17 m und Höhe ca. 0,8 m.                           | 28972884 | BW   |
| 52° 10′ 16″ N, 9° 35′ 48″ O | Springe 56  | Durchmesser ca. 20 m und Höhe ca. 1,2 m.                           | 28972886 | BW   |
| 52° 10′ 14″ N, 9° 35′ 49″ O | Springe 58  | Durchmesser ca. 16 m und Höhe ca. 0,7 m.                           | 28972887 | BW   |
| 52° 10′ 13″ N, 9° 35′ 50″ O | Springe 59  | Durchmesser ca. 16 m und Höhe ca. 0,6 m. In der Mitte ein Tierbau. | 28972888 | BW   |
| 52° 10′ 15″ N, 9° 35′ 50″ O | Springe 60  | Durchmesser ca. 10 m und Höhe ca. 1,5 m.                           | 28972891 | BW   |
| 52° 10′ 16″ N, 9° 35′ 51″ O | Springe 61  | Durchmesser ca. 16 m und Höhe ca. 1 m.                             | 28972890 | BW   |
| 52° 10′ 17″ N, 9° 35′ 51″ O | Springe 62  | Durchmesser ca. 16 m und Höhe ca. 1 m.                             | 28972892 | BW   |
| 52° 10′ 15″ N, 9° 35′ 52″ O | Springe 63  | Durchmesser ca. 20 m und Höhe ca. 1 m.                             | 28972882 | BW   |
| 52° 10′ 15″ N, 9° 35′ 53″ O | Springe 64  | Durchmesser ca. 12 m und Höhe ca. 0,6 m.                           | 28972894 | BW   |
| 52° 10′ 16″ N, 9° 35′ 54″ O | Springe 65  | Durchmesser ca. 16 m und Höhe ca. 1 m.                             | 28972885 | BW   |
| 52° 10′ 14″ N, 9° 35′ 57″ O | Springe 66  | Durchmesser ca. 25 m und Höhe ca. 1 m, stark zerwühlt.             | 28972897 | BW   |
| 52° 10′ 15″ N, 9° 35′ 57″ O | Springe 67  | Durchmesser ca. 18 m und Höhe ca. 1,2 m. Zugewachsener Kopfstich.  | 28972898 | BW   |
| 52° 10′ 17″ N, 9° 35′ 57″ O | Springe 68  | Durchmesser ca. 20 m und Höhe ca. 1 m. Großer alter Kopfstich.     | 28972899 | BW   |
| 52° 10′ 17″ N, 9° 36′ 0″ O  | Springe 69  | Durchmesser ca. 18 m und Höhe ca. 1 m.                             | 28972900 | BW   |
| 52° 10′ 17″ N, 9° 36′ 1″ O  | Springe 70  | Durchmesser ca. 15 m und Höhe ca. 0,4 m.                           | 28972901 | BW   |
| 52° 10′ 12″ N, 9° 36′ 0″ O  | Springe 71  | Durchmesser ca. 12 m und Höhe ca. 0,6 m.                           | 28972902 | BW   |
| 52° 10′ 16″ N, 9° 36′ 5″ O  | Springe 72  | Durchmesser ca. 18 m und Höhe ca. 0,5 m.                           | 28972896 | BW   |
| 52° 10′ 16″ N, 9° 36′ 7″ O  | Springe 73  | Durchmesser ca. 20 m und Höhe ca. 0,7 m.                           | 28972895 | BW   |
| 52° 10′ 15″ N, 9° 36′ 11″ O | Springe 74  | Durchmesser ca. 21 m und Höhe ca. 1 m.                             | 28972889 | BW   |
| 52° 10′ 14″ N, 9° 36′ 12″ O | Springe 75  | Durchmesser ca. 10 m und Höhe ca. 0,3 m.                           | 28972999 | BW   |

## Völksen
| Lage                        | Bezeichnung           | Beschreibung                                                             | ID       | Bild |
| --------------------------- | --------------------- | ------------------------------------------------------------------------ | -------- | ---- |
| 52° 14′ 7″ N, 9° 35′ 34″ O  | Völksen 3, Grabhügel  | Durchmesser ca. 10 m und Höhe ca. 0,6 m. Steinhügel.                     | 28973012 | BW   |
| 52° 14′ 3″ N, 9° 35′ 47″ O  | Völksen 4, Grabhügel  | Durchmesser ca. 10 m und Höhe ca. 0,5 m. Steinhügel.                     | 28973013 | BW   |
| 52° 13′ 40″ N, 9° 35′ 4″ O  | Völksen 6, Grabhügel  |                                                                          | 28973016 | BW   |
| 52° 13′ 13″ N, 9° 35′ 38″ O | Völksen 8, Grabhügel  | Durchmesser ca. 18 m und Höhe ca. 0,7 m. Am Hügelfuß ein Waldweg.        | 28973015 | BW   |
| 52° 13′ 25″ N, 9° 36′ 5″ O  | Völksen 11, Grabhügel | Durchmesser ca. 14 m und Höhe ca. 1 m.                                   | 28973018 | BW   |
| 52° 13′ 44″ N, 9° 37′ 47″ O | Völksen 15, Grabhügel | Durchmesser ca. 18 m und Höhe ca. 1,5 m. Zwei zugewachsene Eingrabungen. | 28973021 | BW   |